# Толука (метеорит)
Толука (Toluca) — железный метеорит весом 2 100 000 грамм. Обнаружен в 1776 году испанскими конкистадорами в долине Толука (Хикипулько, Мехико, Мексика). Металл метеорита использовался индейцами для изготовления орудий.
Обнаружено большое число обломков общим весом 2,5 тонны. Химический состав: 91 % железо, 8,1 % никель. В метеорите обнаружено в общей сложности 17 минералов, такие как алабандит, хлорапатит, хромит, когенит, добреелит и тэнит. Также были обнаружены два новых минерала — космохлор и хаксонит.